# Scooby Apocalypse
Scooby Apocalypse è una serie a fumetti ispirata al cartone animato Scooby-Doo ed esordita negli USA a maggio 2016 edita dalla DC Comics e rivolta a un pubblico più maturo rispetto a quello del cartone animato e presenta una nuova continuity. I protagonisti, a differenza del cartone, si trovano ad affrontare dei veri mostri, che sembrano minacciare la terra ambientati in un'atmosfera più cupa.

## Personaggi
- Scooby-Doo: È il prototipo intelligente originale numero 24602.Attaccato da altri cani intelligenti, viene salvato da Shaggy e da allora resterà sempre al suo fianco. (1-36).
- Shaggy Rogers: È il migliore amico di Scooby Doo. Ha capelli biondo scuro ed una folta barba da Hipster, occhi castano scuro, un paio di orecchini ed un tatuaggio su tutto il braccio sinistro. (1-36).
- Daphne Blake: Assieme a Fred, girava un programma televisivo "I misteri di Daphne Blake", che non avendo avuto tanto successo, ha portato i due ad abbandonarlo. Ha lunghi capelli rossi e a differenza del tipico vestitino viola che appare in tutte le serie di Scooby Doo, qui viene presentata con un abbigliamento più sportivo, con una maglia lilla ed un pantalone viola con motivi militari. (1-36).
- Fred Jones: Era il telecameraman del programma televisivo "I misteri di Daphne Blake". Ha capelli Biondi e occhi azzurri, un foulard arancione e una maglia bianca alternata al pantalone blu scuro. (1-25). Deceduto. Fred zombie: (31-36)
- Velma Dinkley: È una scienziata molto intelligente, indossa dei vestiti sui toni dell'arancione e del rosso ed i suoi tipici occhiali da vista. (1-36).
- Daisy Dinkley: È la settima moglie di Rufus, è la cognata di Velma. (11-36)
- Scrappy-Doo: (9-36), è un parente di Scooby e un altro prototipo intelligente originale. È un cucciolo con degli impianti che gli garantiscono di diventare muscoloso e gigantesco quando deve combattere. Inizialmente è un antagonista volendo uccidere Scooby e Velma per vendetta ma poi diventa buono unendosi alla loro squadra e riconciliandosi con Scooby, inoltre è spesso il partner di Daphne quando combattono i mostri.
- Cliffy: (12-36), è un ragazzo orfano e l'ex "animale domestico" di Scrappy di cui quest'ultimo si preoccupa molto ed è affezionato. In seguito anche lui si redime unendosi alla gang considerandoli la sua nuova famiglia.
- Rufus: È il fratello di Velma. (11-13) Deceduto.

### Secret Squirrel
- The four: È uno scoiattolo investigatore.
- Agent Bea: È un'investigatrice alleata di The four.
- Monsieur Wolf: È il nemico di The four. Dirige la nazione dell'Europa orientale di Grabova

## Trama
Il mondo immaginario di Scooby Doo e dei suoi amici, a differenza delle altre volte, è ambientato in una dimensione post apocalittica, dove questa volta i mostri che li circondano, sono veri.

## Episodi
| n° | Titolo                               | Pubblicazione USA |
| -- | ------------------------------------ | ----------------- |
| 1  | Waiting for the end of the world     | 25 maggio 2016    |
| 2  | Apocalypse right now                 | 15 giugno 2016    |
| 3  | Terror incognita                     | 20 luglio 2016    |
| 4  | Fur and fangs                        | 17 agosto 2016    |
| 5  | The Siege                            | 14 settembre 2016 |
| 6  | The secret history of Velma Dinkley  | 12 ottobre 2016   |
| 7  | The (not so) great escape            | 9 novembre 2016   |
| 8  | The doctor will (see) kill you now   | 14 dicembre 2016  |
| 9  | Before the storm                     | 11 gennaio 2017   |
| 10 | Velma, warrior queen of monsterworld | 8 febbraio 2017   |
| 11 | The search                           | 8 marzo 2017      |
| 12 | Family reunion                       | 12 aprile 2017    |
| 13 | Brotherly hate                       | 10 maggio 2017    |
| 14 | Collision course                     | 14 giugno 2017    |
| 15 | Dog eat dog                          | 12 luglio 2017    |
| 16 | The sacrifice                        | 9 agosto 2017     |
| 17 | Tree time                            | 13 settembre 2017 |
| 18 | Haven                                | 11 ottobre 2017   |
| 19 | Child's play                         | 8 novembre 2017   |
| 20 | A Scooby-Doo Christmas               | 13 dicembre 2017  |
| 21 | Malled                               | 10 gennaio 2018   |
| 22 | Uncivil war                          | 14 febbraio 2018  |
| 23 | A dog and his boy                    | 14 marzo 2018     |
| 24 | Prelude to disaster                  | 11 aprile 2018    |
| 25 |                                      | 9 maggio 2018     |
| 26 |                                      | 13 giugno 2018    |
| 27 |                                      | 11 luglio 2018    |
| 28 |                                      | 8 agosto 2018     |
| 29 |                                      | 12 settembre 2018 |
| 30 | Dawn of Daphne                       | 10 ottobre 2018   |
| 31 |                                      | 14 novembre 2018  |
| 32 |                                      | 12 dicembre 2018  |
| 33 |                                      | 16 gennaio 2019   |
| 34 |                                      | 13 febbraio 2019  |
| 35 |                                      | 13 marzo 2019     |
| 36 |                                      | 10 aprile 2019    |

## Graphic Novel
Ogni Graphic Novel raggruppa sei episodi della serie.
| Vol | n°    | Pubblicazione USA |
| --- | ----- | ----------------- |
| 1   | 1-6   | 1 febbraio 2017   |
| 2   | 7-12  | 20 settembre 2017 |
| 3   | 13-18 | 7 febbraio 2018   |
| 4   | 19-24 | 19 settembre 2018 |
| 5   | 25-30 | 22 maggio 2019    |
| 6   | 31-36 | 21 gennaio 2020   |